# Búč
Búč (maďarsky Búcs) je obec na Slovensku, v okrese Komárno v Nitranském kraji. Žije v ní přibližně 1 100 obyvatel. V roce 2001 se 94 % obyvatel hlásilo k maďarské národnosti. V katastrálním území obce leží přírodní rezervace Búčske slanisko a zasahuje do něj část chráněného areálu Jurský Chlm.